# Onder ons (Boudewijn de Groot)
Onder ons is een nummer van Boudewijn de Groot, dat in april 1967 op single werd uitgebracht. Het verscheen niet op een van de reguliere albums van De Groot, alleen op verzamelalbums (zoals Dubbel, twee). Zoals vaker is de tekst van Lennaert Nijgh en de muziek van De Groot zelf.
Onder ons gaat over overdreven sociale controle en de sleur van het leven. Ook als je even uit de band springt, keer je weer terug.
Verdronken vlinder, de B-kant van de single, werd bekender dan de A-kant. Dat nummer werd in 1970 opnieuw op single uitgebracht.

## Hitnotering

### Nederlandse Top 40
| Positie: | 35 | 22 | 18 | 15 | 12 | 11 | 16 | 24 | 28 | 37 | uit |

### NederlandseParool top 20
| Positie: | 20 | 16 | 16 | 16 | 11 | 13 | 19 | uit |